# 눈덧신토끼
눈덧신토끼 또는 아메리카산토끼(학명: Lepus americanus, 영어명: Snowshoe hare)는 토끼과에 속하는 포유류이다. 몸길이가 약 50cm이고 몸무게는 1.5kg 정도이다. 털은 전 세계적으로 갈색을 띠며 턱·꼬리·배는 흰색을 띤다. 그러나 겨울에는 털갈이를 해서 긴 귀 끝만 검은색이고 온몸이 흰색이 된다. 주로 밤에 활동하고, 풀·나뭇잎 등을 먹고 산다. 암컷은 한 해에 네 번 이상 새끼를 낳는데 한배에 2-4마리를 낳는다. 알래스카를 포함한 미국의 북부와 캐나다의 숲이나 늪지에서 산다.

## 참고 자료
- 이 문서에는 다음커뮤니케이션(현 카카오)에서 GFDL 또는 CC-SA 라이선스로 배포한 글로벌 세계대백과사전의 내용을 기초로 작성된 글이 포함되어 있습니다.